# یوشیهیکو وادا
یوشیهیکو وادا (انگلیسی: Yoshihiko Wada؛ زادهٔ سال ۱۹۴۰ میلادی) یک نقاش اهل مایاما ژاپن است. پدر او یک روحانی بود.

## سالشمار زندگی
- او از «دبیرستان آساهیگائوکا» (به ژاپنی: 旭 丘 高校) فارغ‌التحصیل شد.
- در سال ۱۹۵۹، او در این دوره نقاشی رنگ و روغن در دانشگاه ملی توکیو هنرهای زیبا و موسیقی ثبت نام کرد.
- در سال ۱۹۶۴ اولین نمایشگاه فردی خود را راه اندازی نمود.
- در سال ۱۹۶۵ او به عنوان مدرس پاره وقت در دانشگاه هنر موساشینو (به ژاپنی: 武 蔵 野 美術 大学) تدریس می‌کرد.
- در سال ۱۹۷۱ او از دولت ایتالیا برنده بورس تحصیلی شد. وی در زمانی که در رشته هنر غربی تحصیل می‌کرد به اسپانیا سفر نمود.
- در سال ۱۹۷۷ به ژاپن بازگشت
- او در سال ۱۹۸۰ استادیار دوره نقاشی ژاپنی در دانشگاه هنر ناگویا (به ژاپنی: 名古屋 芸 術 大学) بود
- در سال ۱۹۸۶ او استاد دانشگاه هنر ناگویا بود.
- در ۱۵ مارس سال ۲۰۰۶ او جایزه تشویقی هنری وزیر فناوری آموزش و پرورش، علوم و فناوری ژاپن (به ژاپنی: 芸 術 選 奨 文 部 科学 大臣 賞) اهدا شد.
- در تاریخ ۵ ژوئن سال ۲۰۰۶ جایزه تشویقی هنری وزیر فناوری آموزش و پرورش، علوم و فناوری (به ژاپنی: 芸 術 選 奨 文 部 科学 大臣 賞) از وادا به دلیل سرقت ادبی پس گرفته شد.